# Stadthalle Villach
Le Stadthalle Villach est une salle polyvalente de Villach en Autriche. Elle a été construite en 1969.
La patinoire accueille notamment l'équipe de hockey sur glace du EC Villacher SV, pensionnaire de la Ligue Autrichienne. La patinoire a une capacité de 4 500 spectateurs.